# Cordulegaster boltonii
Espèce
Cordulegaster boltonii, le cordulégastre annelé, est une espèce d'insectes odonates anisoptères appartenant à la famille des Cordulegastridae.

## Répartition
C'est la seule espèce du genre Cordulegaster à occuper une grande partie de l'Europe : Europe occidentale, une grande partie de l'Europe du Nord, l'Europe centrale, probablement jusqu'à l'Oural à l'est.

## Biologie
Le cordulégastre annelé occupe les torrents, ruisseaux ou petites rivières à eau claire, souvent en forêt, surtout dans les régions de collines ou de montagnes, mais il n'est pas rare de le voir autour de lacs et d'étangs. L'adulte vole de mai à novembre, cette période variant bien sûr selon les régions. Il peut se poser sur le sol ou se suspendre aux branches ou feuilles, en hauteur dans les arbres comme assez bas dans les plantes.
La larve guette ses proies à demi-enfoncée dans la vase.
La femelle pond ses œufs dans l’eau des rivières, fleuves, étangs ou lacs, en faisant des petits sauts pour y enfoncer ses œufs dans la vase ou le sable.